# 善化区

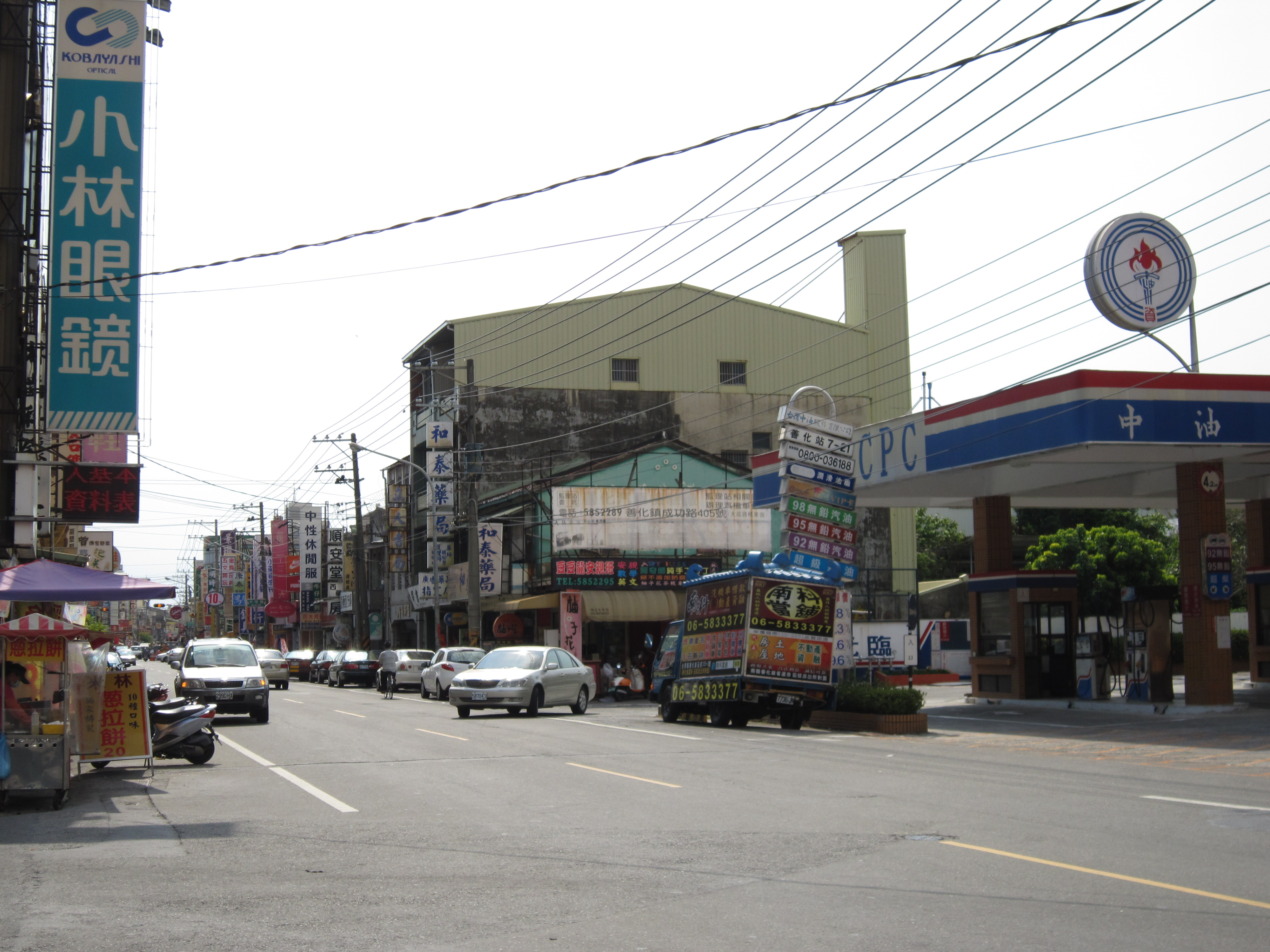
中山路のストリートビュー

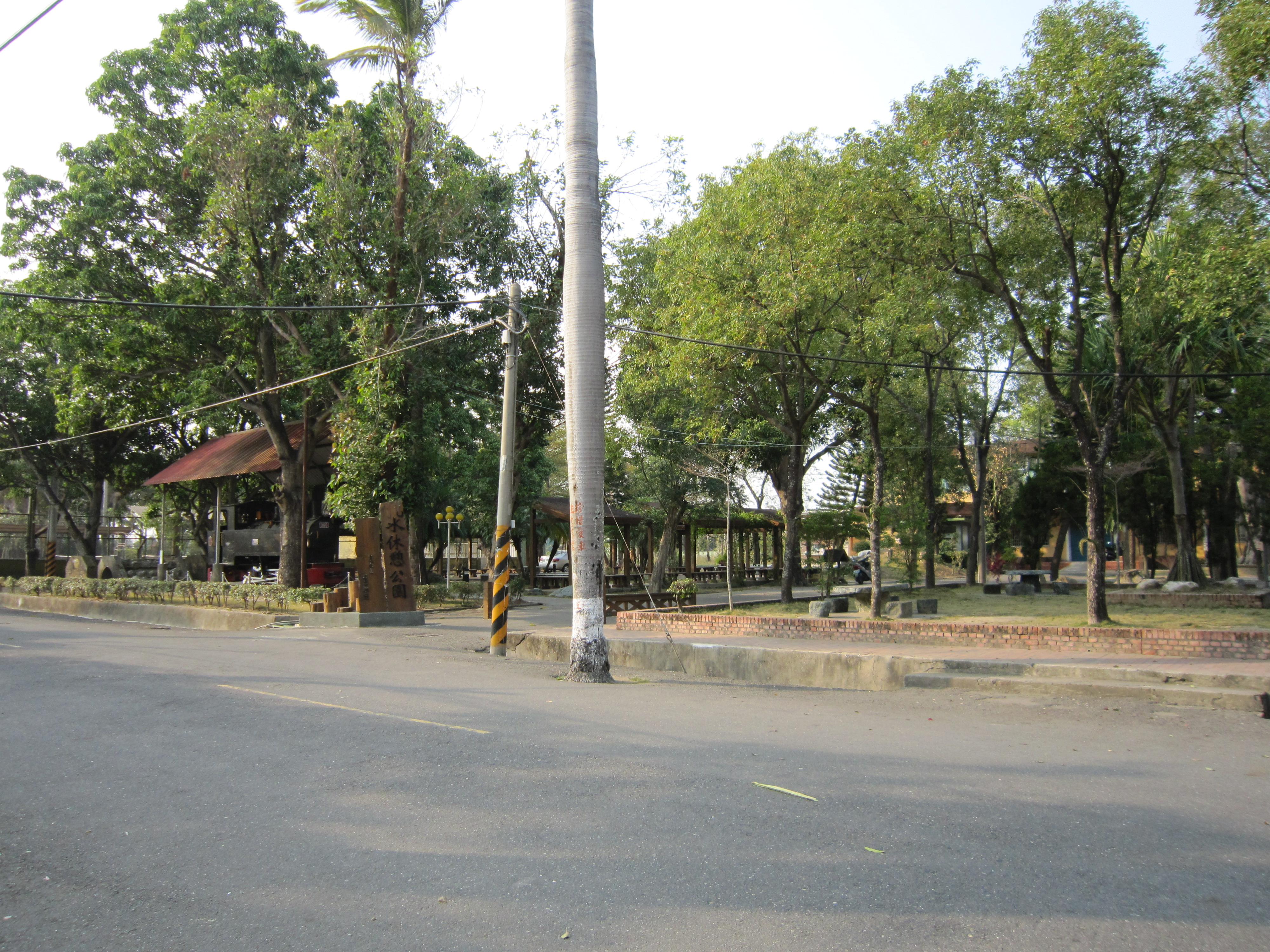
善化製糖工場親水休憩公園

善化区（シャンフア/ぜんか-く）は台南市の市轄区。

## 地理
善化区は台南市の中央に位置し、北は麻豆区、官田区と、南は新市区と、東は大内区、山上区と、西は安定区とそれぞれ接している。曽文渓中流の南側、嘉南平原に位置し、熱帯モンスーン気候に属している。

## 歴史
善化は古くはシラヤ族の4大社の一つに数えられた目加溜湾社(Bakaloan)の所在地であった。1625年、オランダ東インド会社が目加溜湾社に進出した際、シラヤ族により撃退されている。これに対しオランダは1635年派兵し、シラヤ族は椰子や檳榔などを献じて和平を請うた。その後オランダはこの地に学校、教会を建設すると同時に、漢人の入植を促進し本格的な開発が開始された。明末、鄭成功がオランダを駆逐して屯田政策を実施、この地を天興県善化里に帰属させた。清による統治が始まると、それまでは原住民の居住地を表す「社」を付していたが、漢人の進出により「湾裡街」になった。日本統治時代には鉄道駅が設置されるなど発展し、1920年に「善化庄」と改称され、その後「善化街」に昇格し台南州新化郡の管轄とされた。台湾の中華民国への編入後は台南県善化鎮となり、2010年12月25日に台南県が台南市に編入されたことに伴って善化区となり、現在に至る。

## 行政区
| 里 |
| --- |
| 什乃里、文昌里、牛庄里、胡家里、渓美里、小新里、蓮潭里、六分里、光文里、頂街里、昌隆里、胡厝里、嘉北里、坐駕里、文正里、六徳里、田寮里、東関里、南関里、嘉南里 |

## 歴代区長
| 代 | 氏名 | 退任日 |
| -- | ---- | ------ |

## 教育

### 高級中学
- 国立善化高級中学

### 国民中学
- 台南市立善化国民中学

### 国民小学
| - 台南市善化区善化国民小学 - 台南市善化区陽明国民小学 - 台南市善化区大成国民小学 - 台南市善化区善糖国民小学 | - 台南市善化区茄抜国民小学 - 台南市善化区小新国民小学 - 台南市善化区大同国民小学 |

## 交通
| 種別     | 路線名称           | その他        |
| -------- | ------------------ | ------------- |
| 鉄道     | 縦貫線             | 善化駅 南科駅 |
| 高速道路 | フォルモサ高速公路 | 善化IC        |
| 省道     | 台1線              |               |

## 観光

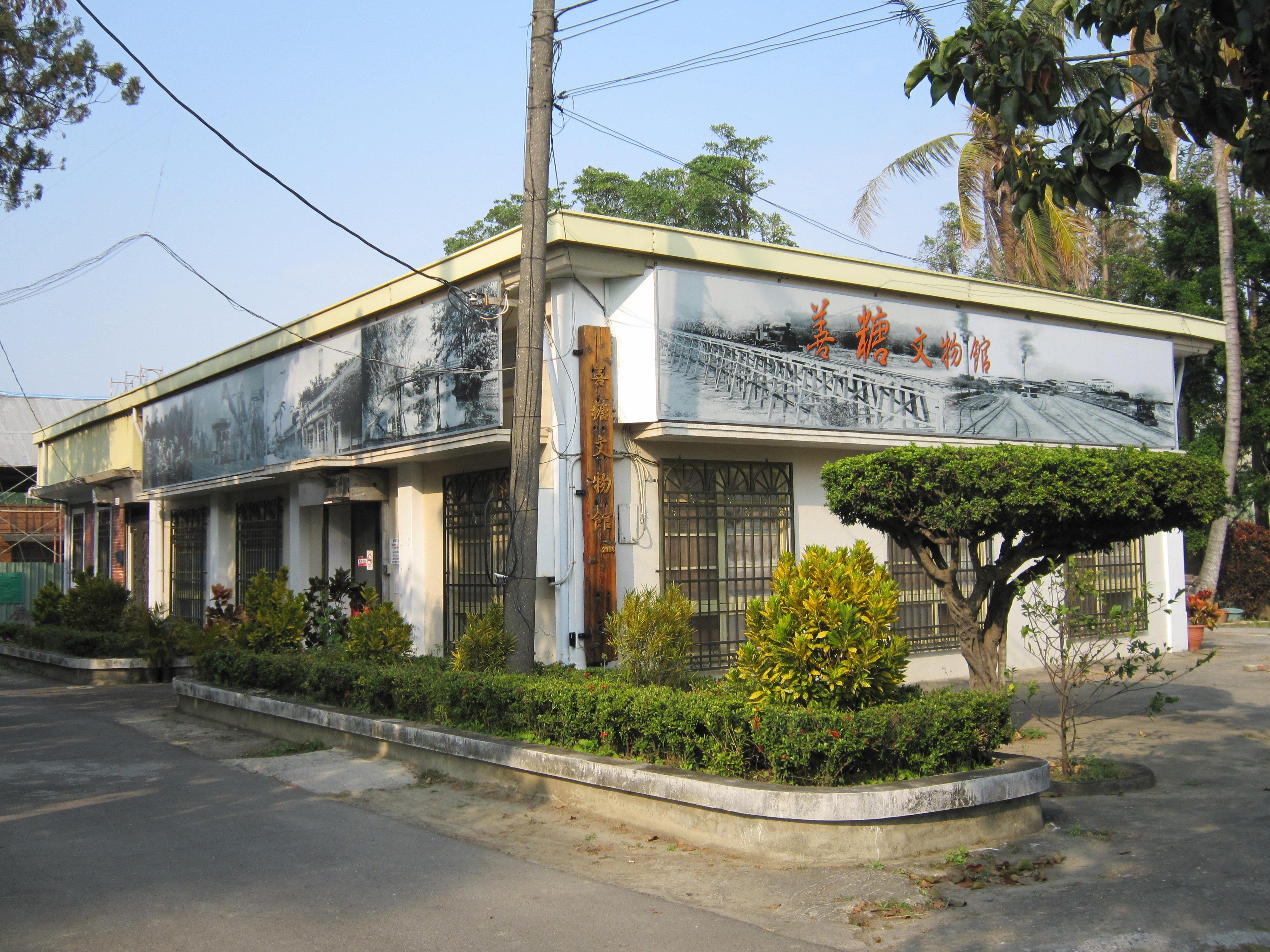
善化糖廠善糖文物館

- 善化牛墟
- 台糖善化製糖工場（中国語版）
- 沈光文（中国語版）紀念碑
- 善化慶安宮（中国語版）
- 台湾菸酒公司善化ビール工場

## 著名な出身者
- 鄧豐洲 - 台湾の詩人、歴史作家、内丹術研究者、環境保護主義者